# Rainburn
Rainburn é uma banda indiana de rock progressivo formada em 2011 em Bangalore.  Eles passaram por uma série de mudanças na formação até a configuração atual que inclui o membro fundador Vats Iyengar (vocal/guitarra) e as adições recentes Saakallya Biswas (guitarra, vocais de apoio) e Neilroy Miranda (bateria).
Em meio a essas mudanças e após extensas turnês domésticas, a banda gravou e lançou seu primeiro EP Canvas of Silence em 2014.  Com sua formação mais duradoura, lançou seu primeiro e mais recente álbum, Insignify (2018).

## Etimologia
O vocalista Vats Iyengar afirmou em uma entrevista em 2015 que o baterista Praveen Kumar sugeriu o nome Rainburn.  Ele também explicou: "Eu sou um grande fã de bandas que trabalham com opostos.  Como Led e Zeppelin ou Black e Sabbath.  O nome sugere que estamos cobrindo um espectro muito amplo de música.  Eu gosto do Metallica, mas esse tipo de nome seria tão limitador para mim. Rainburn nos permite esse luxo."

## História
O Rainburn foi fundado pelo tecladista Avik Chakravarty e pelo vocalista/guitarrista Vats Iyengar em 2011. À dupla logo se juntou o baterista Praveen Kumar (Blood &amp; Iron) e o baixista Jayaram Kasi.  Desde a sua criação, a banda passou por uma série de mudanças de formação, além de períodos conturbados financeiramente.
Em 2012, eles começaram a se apresentar, primeiro em sua cidade natal, Bangalore, depois no sul da Índia. Também nesse ano, Jayaram saiu e foi substituído por Shishir Gupta e o quarteto gravou duas músicas demo, "End of Sleep" e "Listen Through the Noise".
Em 2013, a banda passou por várias mudanças sucessivas na formação: Avik saiu e foi substituído pelo tecladista Ashwin Ethiraj, mas ele rapidamente saiu também e a banda decidiu contratar um segundo guitarrista: Abhishek Prakash (ex- Groove Chutney). Ele também não durou muito e deixou o quarteto enquanto eles gravavam seu primeiro EP, sendo substituído por Toshimoa Jamir.
Após um lançamento local em 2014, eles lançaram mundialmente seu primeiro EP Canvas of Silence, que foi definido pelo The Hindu como "uma mistura brilhante de tonalidades indo-progressivas opostas que pulsam juntas em energia eclética, exalando a vibrante interpretação musical da banda. que é enraizada e mesmo assim atmosférica".  Ele foi considerado o quarto melhor álbum de rock progressivo de 2015 pela Classic Rock .  Naquela época, eles já estavam pensando em um álbum de estúdio.
No início de 2015, a banda enfrentou outra mudança de formação: Toshimoa e Shishir saíram e foram substituídos por Vineet Gogoi e Allan Julius Fernandes, respectivamente.  Em julho daquele ano, eles co-organizaram e co-curaram (com o Coshish) o festival progressivo de rock Progworks.  Em outubro, eles tiveram a participação de Ted Leonard (Enchant, Thought Chamber, Spock's Beard) numa versão acústica de "Refuge".
Em 2016, Fernandes e Gogoi saíram e foram substituídos por Ravi Nair e Paraj Kumar Singh, respectivamente (este último apenas ao vivo).  No ano seguinte, a banda lançou seu primeiro videoclipe, "Merchant of Dreams", um single vindo de seu álbum de estreia, até então conhecido como The Anthropic Conceit e planejado para ser financiado por uma campanha em no Fuel a Dream e sucedido por uma turnê.  Em 2018, no entanto, o álbum estava sendo promovido com um novo título: Insignify.  Ele foi eleito um dos melhores álbuns indianos de 2018 pela edição local da Rolling Stone.
Em 2019, eles lançaram seu segundo EP, Resignify, com versões acústicas de canções de seus dois lançamentos anteriores.
Em maio de 2020, a banda anunciou em sua página no Facebook que dois membros haviam saído ao final de 2019. Alguns dias depois, comunicaram a entrada do guitarrista e vocalista de apoio Saakallya Biswas. Em 11 de junho, anunciaram oficialmente que o baterista de longa data Praveen Kumar havia deixado o grupo no final do ano anterior. Em 9 de setembro, anunciaram Neilroy Miranda como o novo baterista. Em 2 de fevereiro de 2021, anunciaram a saída do baixista de longa data Ravi Nair, que se deu por motivos pessoais.

## Estilo musical
A banda é normalmente definida como um conjunto de rock progressivo. Em uma entrevista de 2015, o baterista Praveen Kumar afirmou que "o gênero também permite muito espaço para experimentar e melhorar a nós mesmos". O vocalista Vats Iyengar acrescentou:
| “ | Progressivo é um rótulo que as pessoas colocam em músicas que têm determinados caracteres em ritmos e andamentos estranhos. Nós nunca sentamos e fazemos isso. Isso vem naturalmente para nós. Eu também gosto do termo em si. Por que escolher uma expressão que pertence a outra pessoa e se limitar? O termo progressivo nos permite inovar. (...) Eu gostaria de pensar que fazemos nossa música organicamente. Nós não queremos ser uma banda técnica que não gosta ou se expressa em nossa música. | ” |

Os membros da banda têm diferentes influências e gostos musicais. Vats é um fã de rock pop e progressivo, enquanto Praveen gosta de heavy metal moderno. A banda também é influenciada por música indiana e fusion, como Shakti e Prasanna.

## Membros

### Membros atuais
- Vats Iyengar - vocais, guitarras (2011 – atualmente)
- Saakallya Biswas - guitarras, vocais de apoio (2020 – atualmente)
- Neilroy Miranda - bateria (2020 – atualmente)

### Ex-membro ao vivo
- Paraj Kumar Singh - guitarras (2016 – 2019)

### Ex-membros
- Ravi Nair - baixo, vocais de apoio (2016 – 2021)
- Praveen Kumar - bateria (2011 – 2019)
- Vineet Gogoi - guitarras, vocais de apoio (2015-2016)
- Allan Julius Fernandes - baixo, vocais de apoio (2015-2016)
- Toshimoa Jamir - guitarras (2013-2015)
- Shishir Gupta - baixo (2012-2015)
- Abhishek Prakash - guitarras (2013)
- Ashwin Ethiraj - teclados (2013)
- Avik Chakravarty - teclados (2011-3013)
- Jayaram Kasi - baixo (2011-2012)

## Discografia
Ep
- Canvas of Silence (2014)
- Resignify (2019)

Álbuns
- Insignify (2018)